# Carril
|  | No s'ha de confondre amb Rail. |

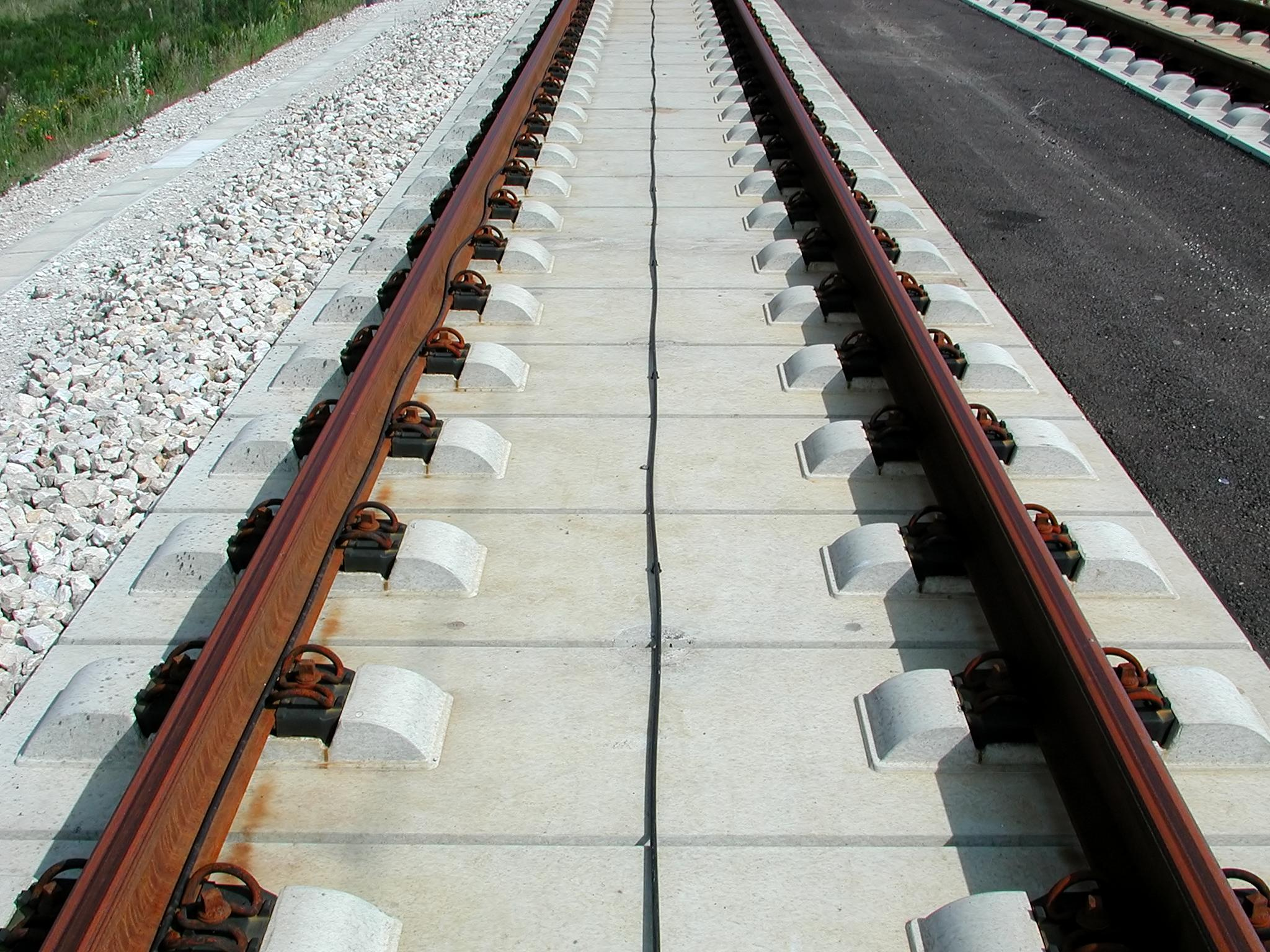
Carrils

S'anomenen carrils als llocs preparats per al pas de certs vehicles. Per exemple, els carrils a les vies, per possibilitar la circulació de trens, que normalment s'ajunten mitjançant travesses i balats. O els carrils bici, carrils bus, carrils taxi, destinats a la circulació de vehicles específics.